# Шомкуту-Мік
Шомкуту-Мік (рум. Șomcutu Mic) — село у повіті Клуж в Румунії. Адміністративно підпорядковане місту Деж.
Село розташоване на відстані 352 км на північний захід від Бухареста, 44 км на північ від Клуж-Напоки.

## Населення
За даними перепису населення 2002 року у селі проживали 590 осіб, з них 589 осіб (99,8%) румунів. Рідною мовою 589 осіб (99,8%) назвали румунську.